# 이효상
이효상(李孝祥, 1906년 1월 14일 경북 대구~1989년 6월 18일)은 일본제국과 대한민국의 정치인이다. 제5·6·7·9·10대 국회의원을 역임하였으며, 1963년 12월부터 1971년 6월까지는 7년 6개월 간 국회의장(6대~7대)을 역임했다. 이는 역대 국회의장 중 최장 재임기간이다. 로마 가톨릭교회 신자이고 세례명은 아길로이다. 본관은 성산이며 아호는 일송(一松)이다.

## 생애

### 학창 시절
일본에 유학, 1930년 일본 도쿄제국대학 독문과를 졸업하고 귀국하였다. 1936년 《가톨릭청년》지에 <기적>이라는 시를 발표하여 등단한 후 많은 작품, 특히 문학과 관련된 연구논문 등을 발표하였다.

### 교육 활동
1945년 경상북도 학무국장에 취임, 1952년 경북대학 문리대 교수, 문리대학장 등을 역임하였다. 1960년 참의원에 당선되면서 정계에 투신하였으나 1961년 5.16 군사 정변으로 사퇴하였다. 그 뒤 영남학원(嶺南學園) 이사장에 취임하였다.

### 정치 활동
1963~1971년 6, 7대 국회의원, 국회의장을 역임하고 IPU․APU 한국위원회 위원장을 겸직하였다. 1973년, 9대 국회의원에 당선되었으며 같은해 3월에는 공화당 의장서리 겸 당무위원이 되고, 1979년 10대 국회의원에 당선되어 공화당총재 상임고문에 취임하였다. 상훈으로는 서독 1급 대십자훈장, 교황청 대십자기사훈장, 말레이시아 판쿠안네가라 최고훈장 등을 받았다.

### 사망
1981년 4월 23일 국정자문회의위원에 위촉되었다. 
1989년 6월 18일에 서거하였다.

## 예술 작품
저서에 《나의 강산아》 《교육의 근본문제》 《인간문제》 등이 있고, 시집에 《사랑》 《안경》 《산》 《바다》 《인생》 등이 있으며, 역서로 《샤르댕》 (1971, 전 6권)이 있다.

## 약력
- 동경제대 문학부 독문학과 졸업
- 벨기에 루뱅대학교 수학, 명예문학 박사
- 경북대학교 교수, 문리과대학장
- 대륜교육재단 이사
- APU총회의장(2차)
- 경북중고등학교 동창회장
- 영남대재단이사장
- 국회의장(6.7대)
- IPU총회의장
- 영남대재단이사장
- 민주공화당 당의장서리ㆍ당총재상임고문

## 기타
그가 박정희의 대통령 선거 때 "이 고장은 신라 천 년의 찬란한 문화를 자랑하는 고장이지만 이 긍지를 잇는 이 고장의 임금은 여태껏 한 사람도 없었다. 박 후보는 신라 임금의 자랑스러운 후손이다. 이제 그를 대통령으로 뽑아 이 고장 사람을 천 년만의 임금으로 모시자.", "경상도 대통령을 뽑지 않으면 우리 영남인은 개밥에 도토리 신세가 된다" 등의 발언이 문제가 되어 지역감정을 조장했다. 현대 한국 정치사에서 지역감정을 정치적으로 이용한 효시로 보기도 한다.:305:343

## 참고 자료
- 안호상
- 박종홍
- 박관수
- 김두한
- 박정희
- 서정갑
- 선우휘
- 송복
- 이도형
- 이상돈
- 이철승
- 조갑제
- 지만원
- 곽상훈
- 국회
- 홍일식
- 홍관희

## 가족 관계
- 장남 이문호 (전 경북대 철학과 교수)
- 차남 이문희 (로마 가톨릭 대주교, 전 천주교 대구대교구 교구장, 전 한국천주교주교회의 의장)
- 삼남 이문조 (전 영남대학교 정치외교학과 교수, 코오롱 이동찬 명예회장의 사위)

## 역대 선거 결과
|  | 13.35% |

|  | 51.43% |

|  | 55.92% |

|  | 42.86% |

|  | 43.08% |

|  | 27.48% |

## 이효상을 연기한 배우
- 이영 - 1993년 (제3공화국) MBC 드라마